# Protagonistas de la música
Protagonistas de la música fue un reality show chileno emitido por Canal 13 durante 2003; el segundo de la serie Protagonistas, tras el éxito del primer reality show de la televisión chilena, Protagonistas de la fama. La ganadora resultó ser Ximena Abarca, quien en febrero de 2004 lanzó su álbum debut Punto de partida como parte del premio, además de presentarse el mismo mes en el Festival de Viña del Mar.
El tema de obertura del reality, «La música», es interpretado por Catalina Bono, la ganadora femenina del anterior Protagonistas de la fama.

## Formato
El formato tenía las mismas bases que el anterior, pero esta vez la competencia se concentraba en 16 aspirantes a cantantes. Con esta nueva dirección, el premio ahora consistía en un contrato con el sello Warner Music Chile S.A. para el lanzamiento de un álbum del ganador, además de la posibilidad de presentarse en el Festival de Viña del Mar 2004.
Los 16 participantes fueron elegidos de la reducida masa de 30 aspirantes que fueron semi-finalistas tras los cástines masivos. El miércoles 4 de junio de 2003 ingresaron a la remodelada casa-estudio, la misma que había sido usada en la versión anterior pero adaptada con elementos que ayudarían a los participantes en su entrenamiento como cantantes y músicos.
El formato seguía un esquema establecido. Los jueves eran informadas las "Pruebas de Talento" que tenían diversos temas semana a semana. El día viernes las pruebas eran llevadas a cabo y eran evaluadas por un grupo de jurados establecido y cada semana se contaba con algunos jurados invitados; de su evaluación se desprendían los 3 puntajes más bajos y un puntaje más alto, el más bajo resultaba ser el "Amenazado por Talento" y tenía el 50% de posibilidades de abandonar la competencia, mientras que el más alto era "Protegido por Talento", dejándolo inmune en las instancias del "Cara a Cara"
Los sábados se llevaban a cabo los "Cara a Cara", en los cuales cada protagonista debía amenazar a otro en términos de convivencia. Todos podían ser amenazados, excepto el ya "Amenazado por Talento" y el "Protegido por Talento". Quien al final de la votación tuviera la mayor cantidad de votos era el "Amenazado por Convivencia".
Teniendo a los dos amenazados, el por Talento y por Convivencia, era el público quién debía decidir a través de la votación telefónica quién debía abandonar la casa estudio.
Los lunes se realizaba un "Duelo" musical entre ambos amenazados, dándole al público la instancia de observar las capacidades de ambos.
Finalmente, los miércoles era la noche de eliminación, donde ambos amenazados debían enfrentar la decisión del público.

## Participantes
En orden de eliminación, los participantes fueron los siguientes:
- Ximena Abarca, 21 años (Ganadora) (Reingresada por Repechaje y Campeona de Protagonistas de la Música)
- Sebastián Longhi, 18 años (2º Lugar)
- Feliciano Saldías, 25 años (3º Lugar)
- Hernán Pelegri, 27 años (4º Lugar)
- Bernardita Henríquez, 27 años
- Lizette Díaz, 19 años
- Romina Martín, 18 años
- Sebastián Bochetti, 22 años
- Marcelo Peralta, 23 años
- Paula Miranda, 24 años
- Diego Gutiérrez, 21 años (Reingreso por Repechaje)
- Claudio Costagliola Vives, 23 años
- María José Gutiérrez, 20 años
- Yasna Adasme, 21 años
- David Zuazola, 27 años
- Lindy Hernández, 28 años

## Desarrollo

### Profesores
- Andrea Tessa
- Ángel Torrez
- Juan Andrés Ossandón
- Ricardo Álvarez
- Sandra Reyes
- Vasco Moulián
- Myriam Hernández

### Datos
- Al ingresar a la casa estudio, los 16 protagonistas notan que sólo hay 14 camas y comienzan a especular sobre una posible eliminación inmediata. Luego de celebrar el ingreso, Sergio Lagos informa a los protagonistas que 2 de ellos no dormirán en la casa-estudio esa noche. Cada protagonista debió votar por quién creían debía salir. Así fue como Ximena y Sebastián fueron los "primeros eliminados" del programa.[1][2]
- Tras ser eliminados, Sergio Lagos les explica a Ximena y Sebastián que tienen la posibilidad de volver a la casa y desafiar a uno de sus compañeros en un duelo musical y enfrentarse a la decisión del público. Al reingresar, Ximena desafía a Lindy, mientras que Sebastián desafía a Diego. Los 4 protagonistas preparan su duelo y Lindy y Diego son eliminados por el público.
- Las dos últimas Pruebas de Talento son realizadas en Viña del Mar, en un recinto abierto con público en vivo.
- Tras ocho eliminaciones se abre el repechaje, donde 2 de esos 6 eliminados, un hombre y una mujer, tendrán la posibilidad de reingresar a la casa-estudio por votación popular. Los elegidos son Ximena y Diego.

### Pruebas de talento
- Semana 1: Duelo Musical a Elección (Sólo Lindy, Ximena, Diego y Sebastián)

| Protagonista | Canción        |
| ------------ | -------------- |
| Lindy        | Tú Por Mi      |
| Ximena       | Volver         |
| Diego        | Nadie Como Yo  |
| Sebastián    | Fuego de Noche |

- Semana 2: Canciones de Amor a Dúo

| Pareja                 | Canción            |
| ---------------------- | ------------------ |
| Romina y Hernán        | It's Only Love     |
| María José y Feliciano | Endless Love       |
| Berni y David          | Fotografías        |
| Yasna y Longhi         | Corazones          |
| Lizette y Marcelo      | No Me Ames         |
| Paula y Claudio        | Sólo Quiero Amarte |
| Ximena y Sebastián     | Una Noche          |

- Semana 3: Clásicos del Festival de San Remo

| Protagonista(s)           | Canción                    |
| ------------------------- | -------------------------- |
| Feliciano y Sebastián     | Paisaje                    |
| Yasna                     | En El Amor Todo Es Empezar |
| Marcelo y David           | Ti pretendo                |
| Longhi                    | Atento Al Lupo             |
| Claudio y Hernám          | Bella Sin Alma             |
| Paula, Berni y María José | No                         |
| Lizette y Romina          | La Soledad                 |

- Semana 4: The Beatles

| Protagonista | Canción                  |
| ------------ | ------------------------ |
| Hernán       | Revolution               |
| Feliciano    | Come Together            |
| Claudio      | Hey Jude                 |
| Longhi       | Yellow Submarine         |
| Marcelo      | Oh! Darling              |
| Sebastián    | A Hard Day's Night       |
| María José   | Let It Be                |
| Yasna        | Help!                    |
| Paula        | Ticket To Ride           |
| Lizette      | I Saw Her Standing There |
| Berni        | Yesterday                |
| Romina       | Let It Be                |

- Semana 5: Éxitos Latinos de los años 1980

| Protagonista(s) | Canción                       |
| --------------- | ----------------------------- |
| Feliciano       | Sube a nacer conmigo hermano  |
| Hernán          | Cuando seas grande            |
| Marcelo         | Iris - Goo goo dolls          |
| Longhi          | Un nuevo baile                |
| Romina          | ?                             |
| Berni           | Yo sin él o Puerto Pollensa   |
| Paula           | ?                             |
| Claudio         | ?                             |
| María José      | ?                             |
| Sebastián       | Una luna de miel en la mano   |
| Lizette         | Sumar tiempo no es sumar amor |

- Semana 6: Boleros

| Protagonista | Canción                 |
| ------------ | ----------------------- |
| Sebastián    | La Puerta               |
| Paula        | Te Extraño              |
| Longhi       | Bésame                  |
| Berni        | La Media Vuelta         |
| Claudio      | Todo O Nada             |
| Romina       | Contigo en la Distancia |
| Marcelo      | No Sé Tú                |
| Lizette      | Contigo Aprendí         |
| Hernán       | La Mentira              |
| Feliciano    | El Reloj                |

- Semana 7: Canciones de Gusto Personal

| Protagonista | Canción                     |
| ------------ | --------------------------- |
| Marcelo      | Iris                        |
| Lizette      | Sólo Tus Canciones          |
| Feliciano    | Mira Niñita                 |
| Romina       | Héroe                       |
| Paula        | Agua y Sal                  |
| Berni        | Puerto Pollensa o Yo sin él |
| Longhi       | Hijo del Capitán Trueno     |
| Hernán       | No Hace Falta               |
| Sebastián    | Volverás                    |
| Ximena       | Genio Atrapado              |
| Diego        | Amor Prohibido              |

- Semana 8: Canciones Elegidas por Profesores

| Protagonista | Canción               |
| ------------ | --------------------- |
| Romina       | Imagíname Sin Ti      |
| Marcelo      | Nuevo                 |
| Berni        | La Vida               |
| Feliciano    | El Arriero            |
| Ximena       | Algo Mejor            |
| Longhi       | Ojalá Que Llueva Café |
| Lizette      | En El 2000            |
| Sebastián    | El Duelo              |
| Hernán       | La Primera Vez        |
| Paula        | Puedes Contar Conmigo |

- Semana 9: Jesucristo Superestrella

- Semana 10: Canciones de Película

| Protagonista | Canción                                               |
| ------------ | ----------------------------------------------------- |
| Ximena       | My Heart Will Go On (Titanic)                         |
| Lizette      | Lady Marmalade (Moulin Rouge!)                        |
| Berni        | Piensa En Mi (Tacones lejanos)                        |
| Romina       | I Will Always Love You (El guardaespaldas)            |
| Hernán       | Have You Ever Really Loved A Woman (Don Juan DeMarco) |
| Feliciano    | Unchained Melody (Ghost)                              |
| Sebastián    | Sueña (El jorobado de Notre Dame)                     |
| Longhi       | Resistiré (¡Átame!)                                   |

- Semana 11: La Nueva Ola

| Protagonista | Canción                   |
| ------------ | ------------------------- |
| Berni        | Bienvenido Amor           |
| Longhi       | Difícil                   |
| Ximena       | Compromiso                |
| Lizette      | Caprichito                |
| Hernán       | Tu Cariño Se Me Va        |
| Feliciano    | Te Perdó                  |
| Romina       | Baño de Sol A Media Noche |

- Semana 12: Canciones Teleserie "Machos"

| Protagonista | Canción            |
| ------------ | ------------------ |
| Ximena       | Todo Mi Amor       |
| Longhi       | A Veces            |
| Feliciano    | Un día Normal      |
| Berni        | Cómo Decirte No    |
| Hernán       | Al Modo Mío        |
| Lizette      | El Amor No Fallará |

- Semana 13: Canciones a Elección

| Protagonista | Canción                                    |
| ------------ | ------------------------------------------ |
| Berni        | Tú Siempre Tú                              |
| Longhi       | ¿Quién es la que viene Ahí?                |
| Ximena       | Despiértame                                |
| Hernán       | A Rodar Mi Vida                            |
| Feliciano    | No Sabes Que Desperdicio Tengo en el Alama |

- Final: Canciones Originales

| Protagonista | Canción          |
| ------------ | ---------------- |
| Hernán       | Mi Teleserie     |
| Longhi       | Está En Mi       |
| Ximena       | Punto de Partida |
| Feliciano    | Esencia          |

### Pruebas de talento y amenazados
|    | Prueba de talento        | Protegido  | Amenazado por talento | Amenazado por convivencia | Eliminado  | %       |
| -- | ------------------------ | ---------- | --------------------- | ------------------------- | ---------- | ------- |
| 1  | Duetos                   | Feliciano  | Bernardita            | Ximena                    | Ximena     | 50,62 % |
| 2  | Festival de San Remo     | Feliciano  | David                 | Maria Jose                | David      | 64,68%  |
| 3  | The Beatles              | Bernardita | Sebastian             | Yasna                     | Yasna      | 51,61%  |
| 4  | Los 80's                 | Hernán     | Sebastian             | Maria Jose                | Maria Jose | 50,44%  |
| 5  | Bolero                   | Romina     | Longhi                | Claudio                   | Claudio    | 56,56%  |
| 6  | Elección de ellos        | Ximena     | Diego                 | Longhi                    | Diego      | 60,64%  |
| 7  | Elección de ellos 2      | Ximena     | Paula                 | Marcelo                   | Paula      | 50,50%  |
| 8  | Jesucristo Superestrella | Romina     | Marcelo               | Sebastian                 | Marcelo    | 61,68%  |
| 8  | Canciones de Películas   | Feliciano  | Sebastian             | Ximena                    | Sebastian  | 77,16%  |
| 10 | La Nueva Ola             | Ximena     | Romina                | Bernardita                | Romina     | 70,23%  |
| 11 | Banda sonora de Machos   | Ximena     | Bernardita            | Lizette                   | Lizette    | 62,36%  |
| 12 | Elección de Ellos 3      | Feliciano  | Bernardita            | Ximena                    | Bernardita | 86,61%  |

## Final del programa
Si bien Protagonistas de la música superó a Operación triunfo y obtuvo más rating promedio que su antecesora, no tuvo el éxito mediático que alcanzó Protagonistas de la fama. En las tres últimas semanas las Pruebas de Talento fueron realizadas como conciertos en la ciudad de Viña del Mar, animados por Sergio Lagos y la cantante Myriam Hernández. 
El 7 de septiembre se dieron los resultados del ganador del concurso, entre los cuatro finalistas. La votación del público tuvo los siguientes resultados.
- Ximena Abarca: 62,78%
- Sebastián Longhi: 19,53%
- Feliciano Saldías: 14,05%
- Hernán Pellegri: 3,64%

Ximena Abarca, la ganadora absoluta del programa, firmó contrato con una disquera para producir su primer disco y para participar como invitada en el Festival Internacional de la Canción de Viña del Mar. Si bien su disco no tuvo mucho éxito, es la única que se ha mantenido vigente en televisión, participando en diversos programas y en algunas telenovelas, como EsCool. El resto de los participantes tuvo una fugaz participación en programas y sus discos tuvieron bajas ventas.
Tras Protagonistas de la música, Canal 13 no continuó con este formato televisivo, aunque continuó con reality shows, como La granja y La Casa.

## Discos publicados
| Protagonistas De La Música Vol. 1 1. Catalina Bono - La Música 2. Ximena - Mala Sombra 3. Sebastian - Paisaje 4. Feliciano - Sube A Nacer Conmigo Hermano 5. Romina - Contigo En La Distancia 6. Longhi - Un Nuevo Baile 7. Hernan - Bella Sin Alma 8. Paula - Ticket To Ride 9. Berni - Puerto Pollensa 10. Lizette - Sumar Tiempo No Es Sumar Amor 11. María José & Feliciano - Endless Love 12. Yasna - Aprendiz 13. Ximena - Genio Atrapado 14. Longhi - El Hijo Del Capitán Trueno 15. Sebastian - Volverás 16. Marcelo - Iris 17. David - Mi gran noche 18. Hernan - No Hace Falta 19. Lizette - Sólo Tus Canciones 20. Claudio - In My Place 21. Feliciano - Mira Niñita 22. Romina - Héroe 23. Lindy - En El 2000 24. Paula - Agua Y Sal 25. María José - Last Dance 26. Berni - Yo Sin Él 27. Diego - Amor Prohibido | Protagonistas De La Música Vol. 2 1. Longhi - Attenti Al Lupo 2. Ximena - Volver 3. Berni & David - Fotografía 4. Hernán - La Primera Vez 5. Paula - Puedes Contar Conmigo 6. Feliciano - Unchained Melody 7. Romina - Imagíname Sin Ti 8. Sebastián - El Duelo 9. Lizette & Marcelo - No Me Ames 10. Protagonistas de la música - Jesucristo Superstar (Parte 1) 11. Protagonistas de la música - Jesucristo Superstar (Parte 2) 12. Protagonistas de la música - Jesucristo Superstar (Parte 3) | Protagonistas De La MúsicaEl Comienzo 1. Ximena - Punto de Partida 2. Diego - Si Tú Volvieras 3. Lizette - Que Tontería 4. Paula - Yo Sé, Yo Sé, Yo Sé 5. Longhi - Sonetos A Una Flor 6. Yasna - Déjame 7. Romina - Seis Diamantes 8. Marcelo - Reina De Corazón 9. Hernán - Fight Club 10. Lindy - Sigues Lejos 11. Berni - Amarte 12. Sebastián - Sacarte De Mi 13. Feliciano - Sólo Hasta El Final 14. Claudio - He Dejado La Escalera 15. David - Éste Amor Pasajero 16. María José - Somos Gigantes 17. Catalina Bono - La Música |

## Cuadro de resumen
|       |           |           |           |           |           |           |           |           |           |           |           |           |           |           |
| Orden | Sem. 1    | Sem. 2    | Sem. 3    | Sem. 4    | Sem. 5    | Sem. 6    | Sem. 7    | Sem. 8    | Sem. 9    | Sem. 10   | Sem. 11   | Sem. 12   | Sem. 13   | Final     |
| 01    | Marcelo   | M. José   | Yasna     | Lizette   | Hernán    | Feliciano | Feliciano | Berni     | Romina    | Romina    | Lizette   | Ximena    | Hernán    | Ximena    |
| 02    | Yasna     | Feliciano | Romina    | Romina    | Lizette   | Sebastián | Lizette   | Romina    | Feliciano | Hernán    | Ximena    | Feliciano | Feliciano | Longhi    |
| 03    | Claudio   | Romina    | Berni     | Longhi    | Feliciano | Romina    | Hernán    | Lizette   | Ximena    | Feliciano | Hernán    | Longhi    | Longhi    | Feliciano |
| 04    | Feliciano | Hernán    | Marcelo   | Hernán    | Paula     | Berni     | Ximena    | Hernán    | Hernán    | Longhi    | Feliciano | Hernán    | Ximena    | Hernán    |
| 05    | Lizette   | Longhi    | Longhi    | Marcelo   | Longhi    | Paula     | Romina    | Longhi    | Lizette   | Lizette   | Longhi    | Berni     | Berni     |           |
| 06    | Diego     | Claudio   | Sebastián | Paula     | Claudio   | Hernán    | Berni     | Feliciano | Berni     | Berni     | Berni     | Lizette   |           |           |
| 07    | M. José   | Paula     | Feliciano | Claudio   | Romina    | Marcelo   | Marcelo   | Sebastián | Hernán    | Ximena    | Romina    |           |           |           |
| 08    | Longhi    | Sebastián | Hernán    | Feliciano | Berni     | Lizette   | Paula     | Ximena    | Sebastián | Sebastián |           |           |           |           |
| 09    | Berni     | Lizette   | Claudio   | M. José   | Marcelo   | Longhi    | Sebastián | Marcelo   | Marcelo   |           |           |           |           |           |
| 10    | Hernán    | Marcelo   | Lizette   | Berni     | Sebastián | Claudio   | Longhi    | Paula     |           |           |           |           |           |           |
| 11    | Lindy     | David     | Paula     | Sebastián | M. José   |           | Diego     |           |           |           |           |           |           |           |
| 12    | Romina    | Yasna     | M. José   | Yasna     |           |           |           |           |           |           |           |           |           |           |
| 13    | David     | Berni     | David     |           |           |           |           |           |           |           |           |           |           |           |
| 14    | Paula     | Ximena    |           |           |           |           |           |           |           |           |           |           |           |           |
| 15    | Ximena    |           |           |           |           |           |           |           |           |           |           |           |           |           |
| 16    | Sebastián |           |           |           |           |           |           |           |           |           |           |           |           |           |

     El protagonista fue eliminado por sus compañeros.
     El protagonista fue desafiado por Ximena o Sebastián y fue eliminado.
     El protagonista fue protegido por talento.
     El protagonista estuvo entre las notas más bajas de la Prueba de Talento.
     El protagonista fue amenazado por convivencia.
     El protagonista fue amenazado por talento.
     El protagonista fue amenazado por talento y eliminado.
     El protagonista fue amenazado por convivencia y fue eliminado.
     El protagonista reingresó por repechaje y fue protegido por talento.
     El protagonista reingresó por repechaje, fue amenazado por talento y eliminado.
     El protagonista ganó la competencia.
- Sem: Semana